# Willey (Iowa)
Willey – miasto w Stanach Zjednoczonych, w stanie Iowa, w hrabstwie Carroll. W 2000 roku liczyło 103 mieszkańców.